# Macorix
Macorix (Pl. Macorixes; Cayabo, Maguana) je pleme Indijanaca, možda Arawaka, za koje Martyr drži da su 'distrikt' ili 'kanton' Bainoa, Swanton ih naprotiv drži za samostalno pleme ili možda kao dio Cahiba. Maguana Indijanci naseljavali su gornju dolinu Artabonite, te doline San Tome,  San Juan i dolinu Constanza, možda do zaljeva Samana. O lokalnim grupama nije ništa poznato. Vidi Ciguayo.
Poglavica Caonabo povede bandu Indijanaca i pređe u provinciju Maden te pobije sve španjolske mornare. Columbo je bio lukav i dovede Caonaba u zamku. Španjolac Ojeda, pod izgovorom da traži mir, poklanja mu polirane lance i lisičine. Smatrajući ih nakitom, Caonabo dozvoli da ga okuju. Kolumbo ga tada otpremi za Španjolsku. 
Caonabov brat Manicatoex, povede tada ustanak. Španjolci uz pomoć mnogo superiornijeg vatrenog oružja savladaše Indijance i natjeraše ih da im plaćaju porez. 

## Vanjske poveznice
- Discover Haiti: Haiti History - The Conquistadors -Spanish Conquest  Arhivirana inačica izvorne stranice od 4. ožujka 2001. (Wayback Machine)
- The Indian Tribes of North America
- The United Confederation Of Taíno People (UCTP)  Arhivirana inačica izvorne stranice od 26. prosinca 2005. (Wayback Machine)
- Deep Look: The Spanish Conquest